# Excitebike
Excitebike (エキサイトバイク, Ekisaitobaiku) és un videojoc de carreres de motocròs creat per Nintendo. Va debutar com joc per a la Famicom al Japó en 1984 a un preu de 5000 iens. Va ser el primer joc de la saga Excite, succeït per Excitebike 64 i el seu successor espiritual, Excite Truck.
Dissenyat i dirigit per Shigeru Miyamoto, el suau motor de joc de desplaçament lateral desenvolupat pel seu equip per a Excitebike es va utilitzar més tard per desenvolupar Super Mario Bros. (1985), que va tenir l'efecte d'en Mario accelerar suaument d'una caminada a una carrera, en lloc de moure's a una velocitat constant.
Excitebike va ser un èxit de crítica i comercial. Va generar diverses seqüeles i s'ha tornat a publicar diverses vegades a altres plataformes de Nintendo, com les Virtual Console de Wii i Wii U i Nintendo Switch Online.

## Mode de joc

El jugador salta molt per sobre dels corredors controlats per l'ordinador. Presa a la versió de Famicom, selecció B i pista 1.

El jugador escull entre córrer solament o contra motoristes manejats per la consola, també competeix contra cert límit de temps. La meta consisteix a classificar-te per al campionat de *Excitebike quedant entre els tres primers en la carrera. El temps a batre es mostra en els murs de l'estadi (per a quedar en primer lloc) i en el cantó inferior esquerra de la pantalla (per a quedar en tercer lloc). En qualsevol carrera el millor temps està 8 segons per sobre de la tercera plaça. Quan el jugador assoleix ser primer, se li mostra el missatge: "It's a new record!" ("és un nou record").
El jugador controla la posició de la moto amb l'eix I de creu d'adreça, i l'acceleració amb els botons A i B. El botó B provoca acceleració millorada, però produeix que la temperatura de la moto augmente tal com es mostra en la barra del fons de la pantalla. Si la temperatura excedeix el límit de seguretat (la barra s'omple), la moto es pararà durant diversos segons fins que es refrede. Si la moto passa sobre una fletxa, es refreda automàticament.
Mentre la moto està en l'aire durant els salts, es pot modificar la seua inclinació amb l'eix X de la creu d'adreça, prement esquerra elevem la part davantera, mentre que si premem dreta la baixem. Prement dalt i baix fem girar el manillar de la motocicleta dalt i baix respectivament, quan la moto està en el sòl.
El jugador, a l'inici del joc, pot escollir que pista vol competir, des de la 1 fins a la 5. El mode de disseny permet als jugadors crear pistes utilitzant 19 tipus d'obstacles, amb opcions per guardar i carregar pistes creades per a la unitat de cinta de Famicom Data Recorder, que no es va publicar fora del Japó.

## Altres llançaments

### Vs. Excitebike
Hi ha dues versions millorades, ambdues titulades Vs. Excitebike.
La primera versió es va publicar a VS. UniSystem per a recreatius el 1984, després del llançament de Famicom. És similar al seu homòleg Famicom Disk System, tot i que aquesta versió no té l'opció de disseny, té tres nivells de dificultat i té altres diferències menors.
El segon es va llançar per al perifèric Famicom Disk System l'any 1988. Els gràfics i la jugabilitat bàsica segueixen sent els mateixos, i la versió FDS té diverses característiques distintives que no tenen a les versions NES i arcade:
- El mode "Vs. Excite" posa dos jugadors competint entre ells. Les opcions inclouen el nombre màxim de rondes per jugar, la pista i el nombre de voltes.
- La música és completament diferent; no hi ha cap de les cançons del joc original i té un tema de joc. La música està composta per Soyo Oka.[5]
- El mode "Original Excite" es basa en el mode principal de la versió arcade, amb diferències menors, com ara una paleta de colors diferent.
- El seu format de disc gravable pot desar pistes creades.

### Excitebike: Bun Bun Mario Battle Stadium
Excitebike: Bun Bun Mario Battle Stadium, (エキサイトバイク ぶんぶんマリオバトルスタジアム, Ekisaito Baiku: Bunbun Mario Batoru Sutajiamu) també conegut com Mario Excite Bike o BS Excitebike, és per al perifèric Satellaview només japonès per a Super Famicom. Com a remake d'Excitebike, els corredors humans han estat substituïts per Mario, Luigi, Princess Peach, Wario, Toad, i alguns dels Koopa Troopas d'en Bowser. El concepte no va canviar, excepte per a un mode "SUPER" on el jugador té un turbo il·limitat i les monedes es van repartir pels cursos per augmentar la velocitat màxima.

### Re-llançaments
Excitebike es pot desbloquejar a Excitebike 64, que va ser llançat l'any 2000 per a la Nintendo 64. També és un dels diversos jocs de NES que es poden desbloquejar a Animal Crossing per al GameCube, llançat el 2001. La versió de Nintendo 64 restaura la funcionalitat de desar i carregar en el mode de disseny, tot i que es limita a desar una pista personalitzada al Game Pak, mentre que la versió Animal Crossing pot es transferirà a Game Boy Advance mitjançant un cable d'enllaç. Excitebike també va ser llançat per a la Game Boy Advance en forma de targetes e-Reader, i més tard com a Game Pak per la sèrie NES clàssica.
Excitebike es va afegir a la Consola Virtual Wii europea el 16 de febrer de 2007, el mateix dia que el seu successor espiritual, Excite Truck, hi va ser llançat. El joc es va afegir més tard a la Consola virtual nord-americana el 19 de març. Es va tornar a llançar a Amèrica del Nord per a la Wii U Virtual Console el 26 d'abril de 2013. 3D Classics: Excitebike va ser llançat a la Nintendo 3DS com a videojoc de llançament per a la Nintendo eShop a Amèrica, Japó i Europa; el joc es va oferir inicialment de manera gratuïta durant un període, però després es va vendre a 5,40 £ / 6,00 € per als mercats europeus i 5,99 dòlars als EUA. Compta amb suport estereoscòpic 3D i suport de control analògic. Aquest llançament es va presentar entre altres jocs de Nintendo Entertainment System i Super NES que foren publicats per a la 3DS en una demostració tecnològica anomenada Classic Games el E3 2010. Permet al jugador desar fins a 32 pistes personalitzades que es poden reproduir en 2D o en 3D.
Excitebike és un dels 30 jocs disponibles a la Nintendo Classic Mini: Nintendo Entertainment System, llançada per Nintendo l'11 de novembre de 2016. Excitebike va ser llançat a Nintendo Switch a la Nintendo eShop el 21 de setembre de 2018 per Hamster Corporation com a part de la sèrie Arcade Archives.

## Rebuda
| Agregador  | Puntuació | Puntuació | Puntuació | Puntuació |
| Agregador  | Arcade    | GBA       | NES       | Wii       |
| ---------- | --------- | --------- | --------- | --------- |
| Metacritic | N/A       | 71/100    | N/A       | N/A       |

| Publicació               | Puntuació | Puntuació | Puntuació | Puntuació |
| Publicació               | Arcade    | GBA       | NES       | Wii       |
| ------------------------ | --------- | --------- | --------- | --------- |
| 1Up.com                  | N/A       | C+        | N/A       | N/A       |
| AllGame                  | N/A       | [ 17 ]    | [ 18 ]    | N/A       |
| Computer and Video Games | N/A       | N/A       | 8/10 84%  | N/A       |
| GameSpot                 | N/A       | 6.2/10    | N/A       | N/A       |
| IGN                      | N/A       | 7/10      | N/A       | 8.4/10    |
| Computer Gamer           | Positive  | N/A       | N/A       | N/A       |

Al Japó, Game Machine va incloure VS. Excitebike, el 15 de gener de 1985, va ser la cinquena unitat arcade de taula amb més èxit del mes. A Amèrica del Nord, el joc va ser el número 13 a les llistes de programari d'arcade RePlay el desembre de 1985. Va acabar l'any com el segon joc de sistema recreatiu amb més èxit d'Amèrica de 1985, per sota de Hogan's Alley de Nintendo.
El joc ha rebut crítiques generalment positives. Allgame va donar a Excitebike la seva puntuació més alta possible de cinc estrelles. La ressenya es va referir al joc com un "element bàsic de qualsevol col·lecció de NES", elogiant els seus gràfics com a bonics i el seu control com a senzill que encara requereix una estratègia per aplicar-se correctament. La revisió va assenyalar el mode de disseny, com "el primer d'aquest tipus en un joc de consola, i allarga molt la vida del títol amb 19 components diferents que podeu unir per construir la vostra pròpia cursa.". IGN va elogiar la versió de NES l'any 2007, com a "ridículament addictiva" i que "demostra que els videojocs no necessiten tenir gràfics cridaners o IA complexa per ser realment divertits. És clar, hi ha altres jocs de carreres avui en dia, centenars. Pot ser que aquest no sigui necessàriament millor que el material recent, però és únic, addictiu i demostra de què es tracta realment el joc.". IGN va classificar Excitebike com el 14è millor joc de NES. GamesRadar el va classificar com el 12è millor joc de la NES Classic Edition, dient que ha envellit bé amb "una gran sensació de velocitat mentre es condueix i un excel·lent sentit de l'equilibri mentre salta i aterra.". Game Informer va classificar el joc en el lloc 44 dels seus 100 millors jocs de tots els temps.
L'editor de Kotaku Jason Schreier el va classificar com el pitjor joc de la NES Classic Edition, anomenant-lo "un videojoc veritablement horrible", però sense cap explicació.

## Llegat
El joc de desplaçament lateral d′Excitebike va ser clau per al desenvolupament de Super Mario Bros. (1985). El mateix equip dirigit per Miyamoto que va desenvolupar Excitebike va desenvolupar un port de NES de 1985 del joc d'arcade beat 'em up de desplaçament lateral Kung-Fu Master (1984) anomenat Kung Fu. L'equip de Miyamoto va utilitzar els coneixements tècnics que havien adquirit treballant amb els dos jocs de desplaçaments laterals per avançar encara més en el gènere de plataformes de "joc atlètic" amb el qual havien creat Donkey Kong (1981) and were key steps towards Miyamoto's vision of an expansive side-scrolling platformer. Mentre treballava a Excitebike i Kung Fu, va idear el concepte d'un joc de plataformes en què el jugador pot fer "estratègies mentre es desplaça cap als costats" a llargues distàncies, i té fons de colors més que negres. Super Mario Bros. va utilitzar el motor de joc de desplaçament ràpid que l'equip de Miyamoto havia desenvolupat originalment per a Excitebike, que va permetre en Mario accelerar sense problemes d'una caminada a una carrera, en lloc de moure's a una velocitat constant com en les plataformes anteriors.
Excitebike va generar diverses seqüeles, incloses Excitebike 64 (2000), Excite Truck (2006), Excitebots: Trick Racing (2009), i el joc WiiWare Excitebike: World Rally (2009). Una pista temàtica Excitebike és contingut baixable a Mario Kart 8 i està disponible de manera predeterminada a Mario Kart 8 Deluxe. Un grup de corredors d'Excitebike va aparèixer com a trofeu d'assistència a Super Smash Bros. Brawl.